# (6140) Kubokawa
(6140) Kubokawa es un asteroide perteneciente al cinturón de asteroides, región del sistema solar que se encuentra entre las órbitas de Marte y Júpiter, descubierto el 6 de enero de 1992 por Kin Endate y el también astrónomo Kazuro Watanabe desde el Observatorio de Kitami, Hokkaidō, Japón.

## Designación y nombre
Designado provisionalmente como 1992 AT1. Fue nombrado Kubokawa en homenaje a Kazuo Kubokawa, miembro del personal del Observatorio Astronómico de Tokio que realizó observaciones fotográficas de planetas y cometas menores con el astrograma Brashear en Mitaka. Él y O. Oikawa descubrieron (1139) Atami en 1929.

## Características orbitales
Kubokawa está situado a una distancia media del Sol de 2,331 ua, pudiendo alejarse hasta 2,663 ua y acercarse hasta 2,000 ua. Su excentricidad es 0,142 y la inclinación orbital 5,625 grados. Emplea 1300,72 días en completar una órbita alrededor del Sol.

## Características físicas
La magnitud absoluta de Kubokawa es 13,4. Tiene 5,861 km de diámetro y su albedo se estima en 0,246. 